# 五稜郭公園前停留場
五稜郭公園前停留場（ごりょうかくこうえんまえていりゅうじょう）は、北海道函館市本町にある函館市企業局交通部（函館市電）湯の川線の停留場である。駅番号はDY09。2008年9月29日より、ネーミングライツ制度により野村證券前の副名称が設定された。函館市最北端の停留場でもある。
市電の停留場としては最も五稜郭公園に近いが、それでも本電停と五稜郭公園との間は850メートルほどの距離がある。

## 歴史
- 1913年（大正2年）6月29日 - 五稜郭停留場として開業[2]。
- 1949年（昭和24年）5月4日 - 五稜郭公園前停留場と改称[2]。
- 1951年（昭和26年）7月1日 - 宮前線が接続[2]。
- 1993年（平成5年）4月1日 - 宮前線が廃止[2]。
- 2008年（平成20年）9月29日 - ネーミングライツ制度により野村證券前が副名称として設定される。
- 2015年（平成27年）11月16日 - 8月から行われていた電停安全地帯の改築工事を完了し、新電停安全地帯の運用を開始[3]。

## 構造
- 2面2線のホーム。2015年以前は相対式ホームだったが、2015年の改築後に千鳥式ホームとなった。往線・復線ともにホームに防風板と上屋がある。
- 復線ホームには電車接近表示機（後述）が設置されている。
- 車椅子の乗客にも対応出来るようなバリアフリー構造は、2015年以前は復線ホームのみだったが、2015年の改築工事完了以降は往線・複線共にバリアフリー構造になっている。
- 復線ホームの西側交差点に横断歩道が、往線ホームの東側に押しボタン式信号機の横断歩道がある。往線側押しボタン式信号は夜間（23:00～6:00）を除いては自動制御となっていて、下車後に青信号を待って渡る事が出来る。
- 現在の往線ホームと復線ホームの間に渡り線が設置されており、事故や故障の発生、増車（箱館ハイカラ號・貸切電車・その他の電車）の運行、および函館港まつりや函館マラソンなどの交通規制時にともなう折り返し運転の際に使用されている。ポイント設備は2004年11月に湯の川・駒場車庫前・函館駅前で使用されている物と同様のドイツ製のものに交換された。
- 旧往線ホームが撤去された跡は道路部分となって拡幅されたほか、軌道敷との間にラバーポール（ガイドポスト）が設置されてセンターリザベーション化している。
- 当停留場に隣接する西側交差点の手前にある電柱には、「電車専用」と書かれた標識付きの無地灯器が設置されている。
- 西側交差点には地下道が設けられているが、当停留場の接続はされていない。その交差点カーブ内側の車道は前身の函館水電（現・北海道電力）運営時代は狭く、複線化工事と初の大型ボギー車「函館水電50形電車」導入時当時、土地所有者が売却に応じず、函館水電が高額の賃貸料を支払うことで解決した[4]。

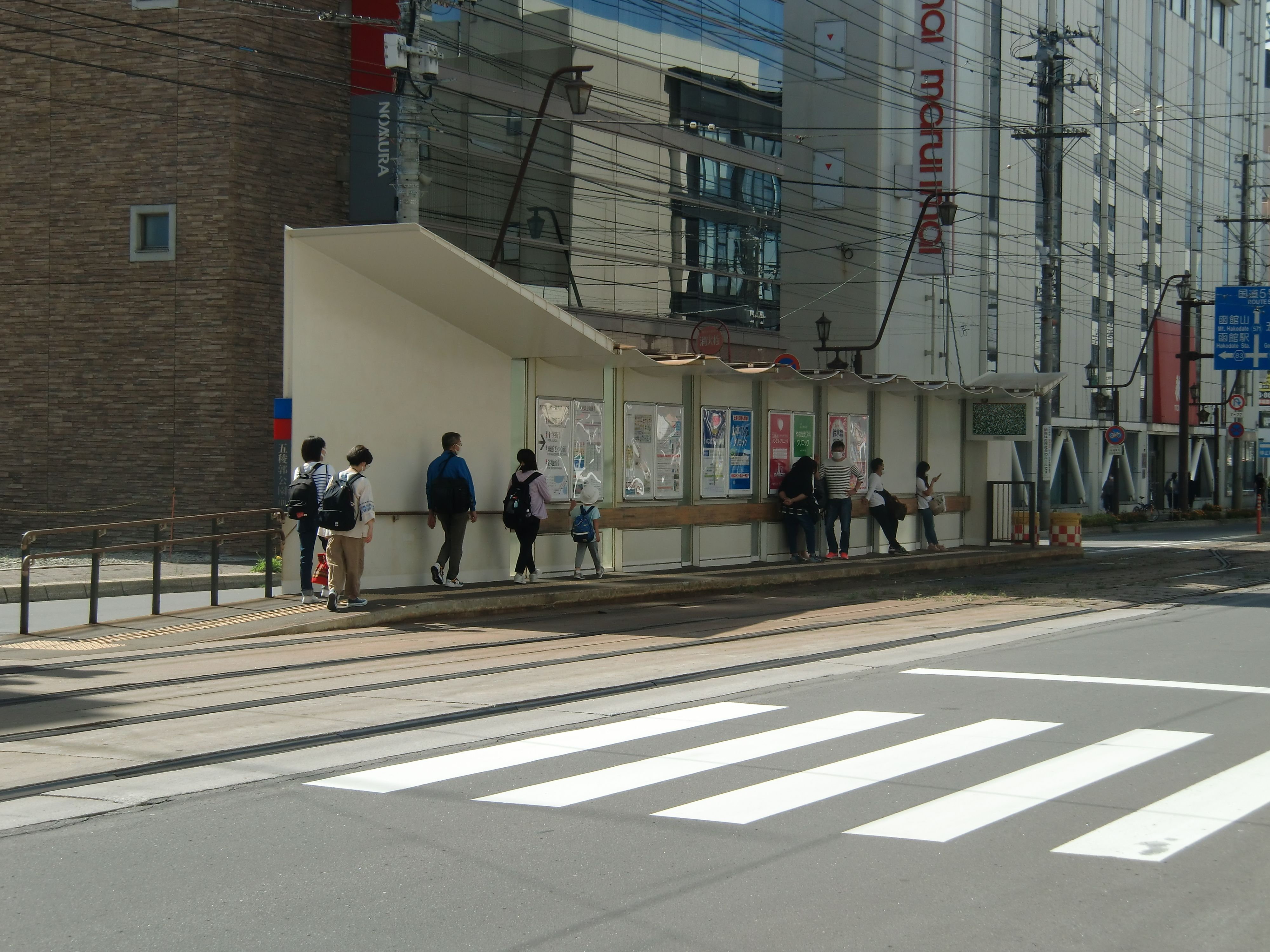
函館駅前方面乗り場（2021年9月）
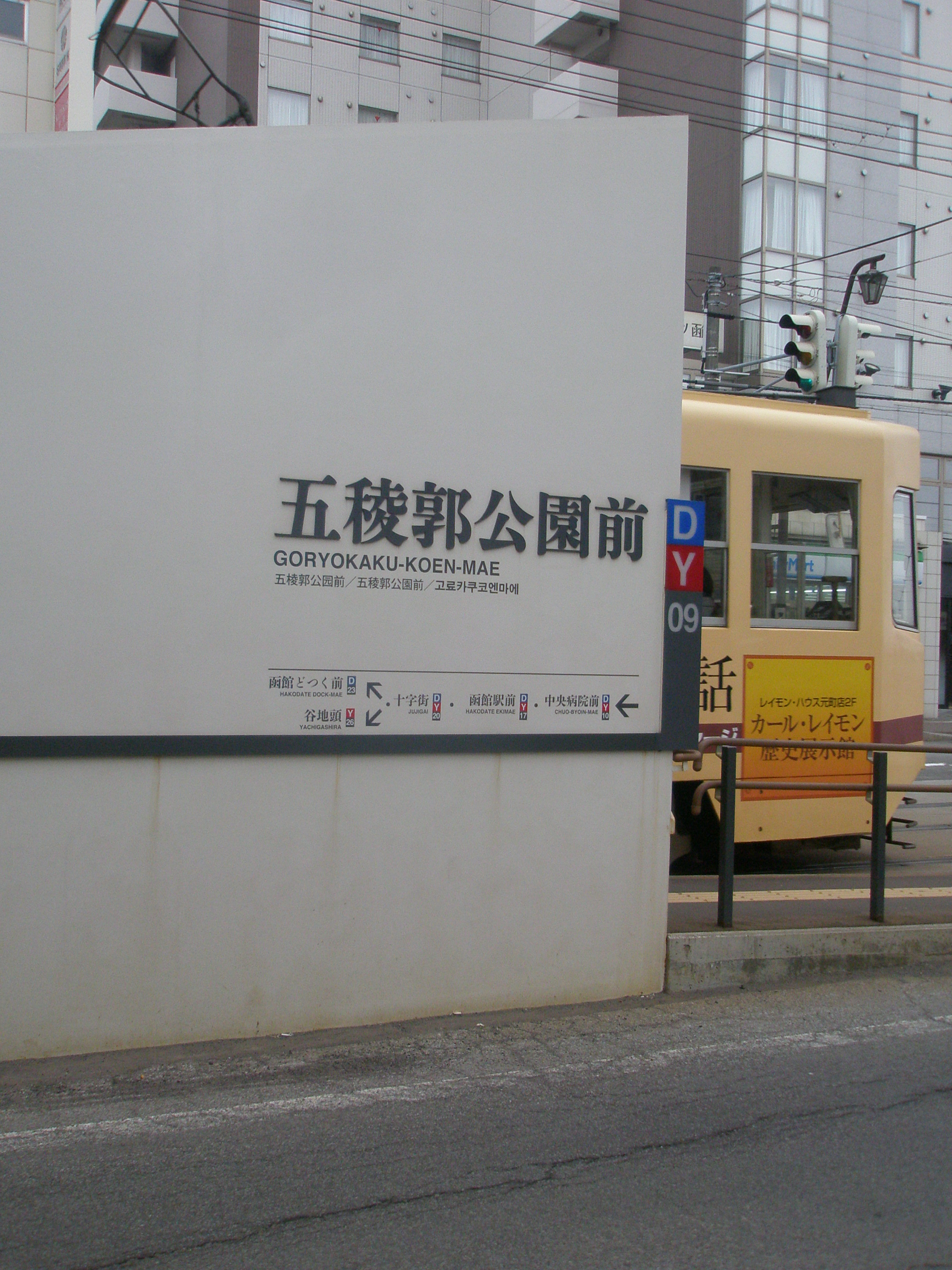
ホーム上屋の道路側には停留場名と次の停留場名、方面が表示される（函館駅前方面乗り場）（2018年3月）
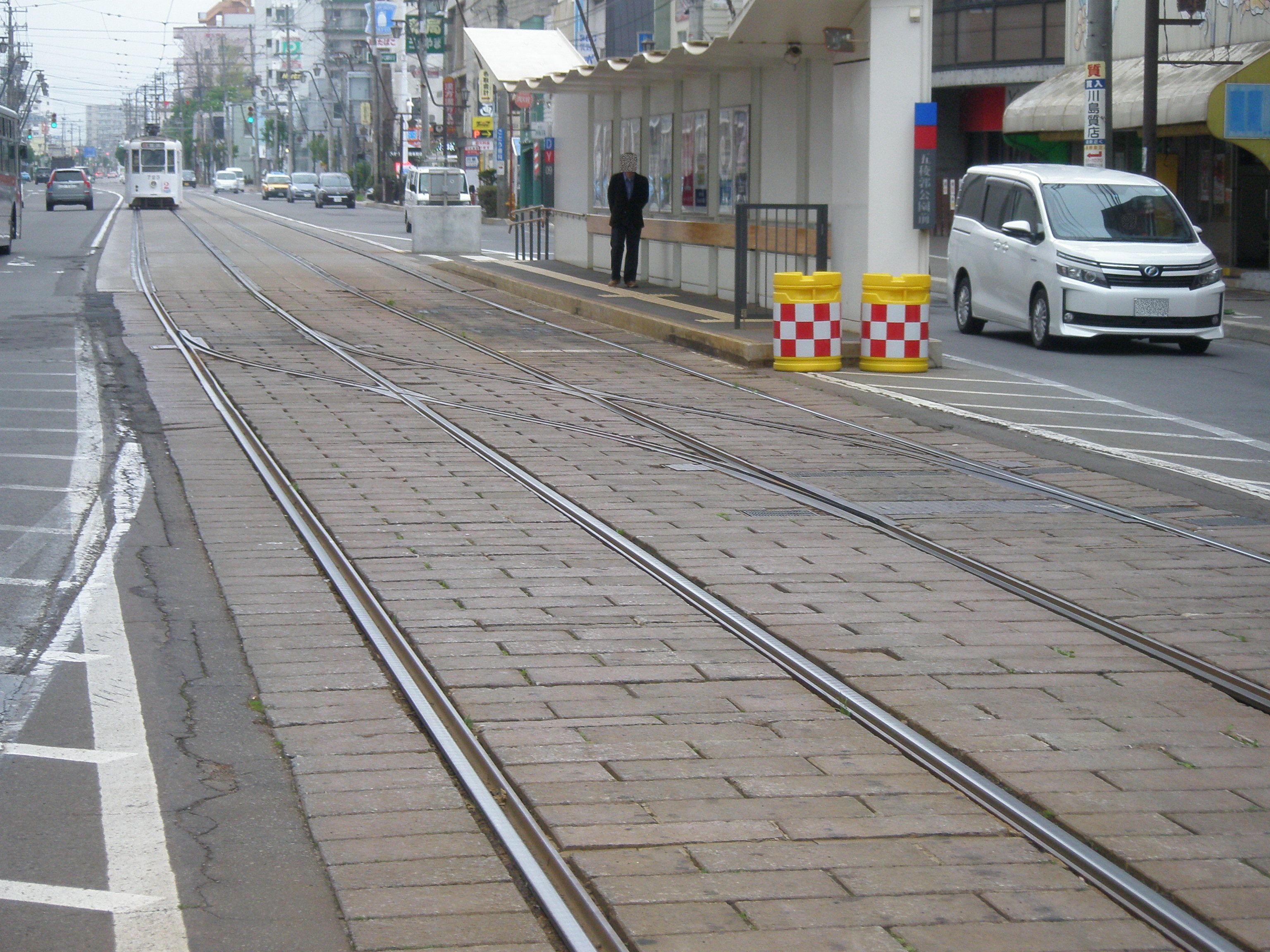
五稜郭公園前停留場に設置された渡り線（2017年5月）
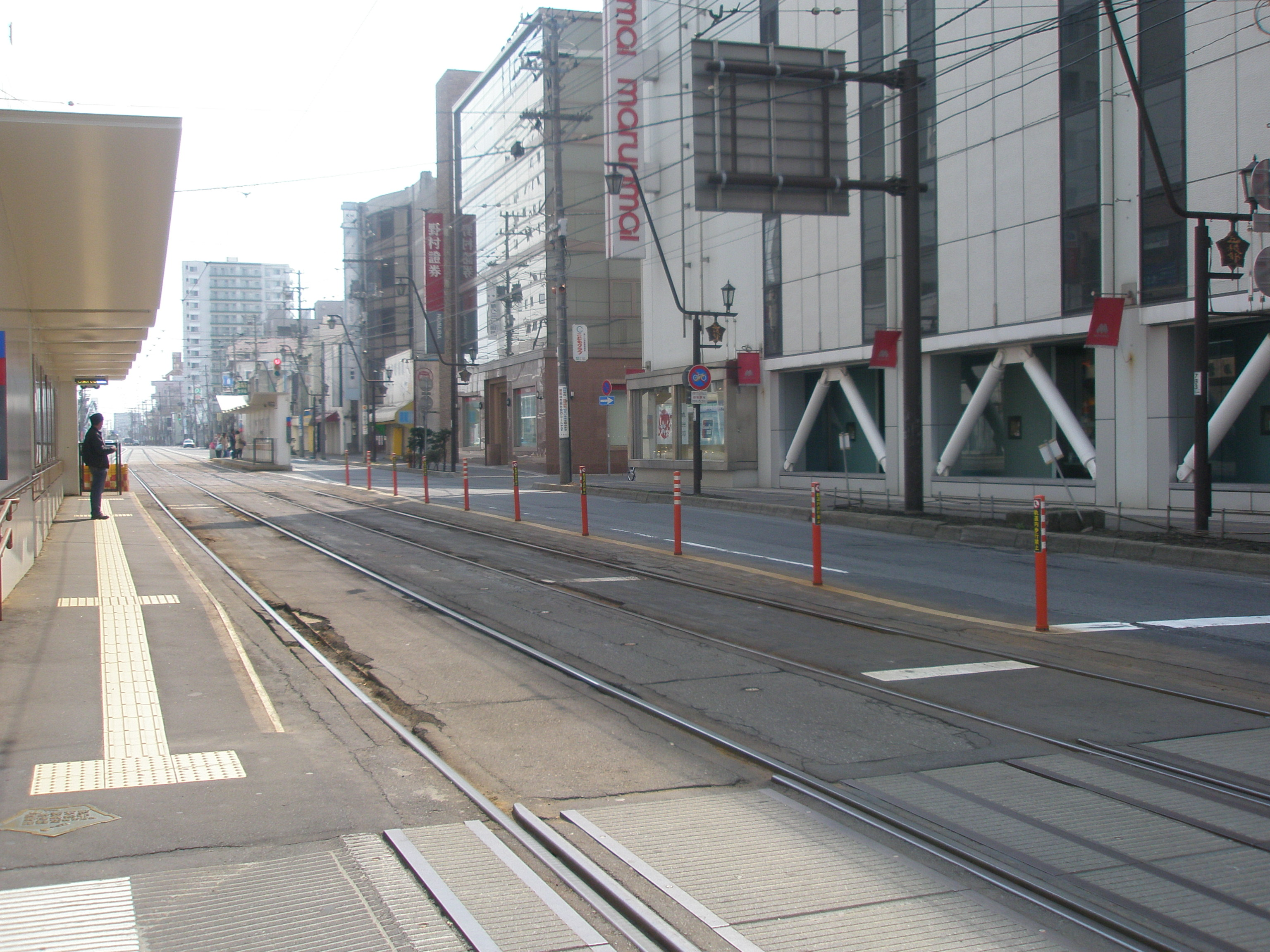
旧往線ホーム跡に設置されたラバーポール（ガイドポスト）（2017年4月）
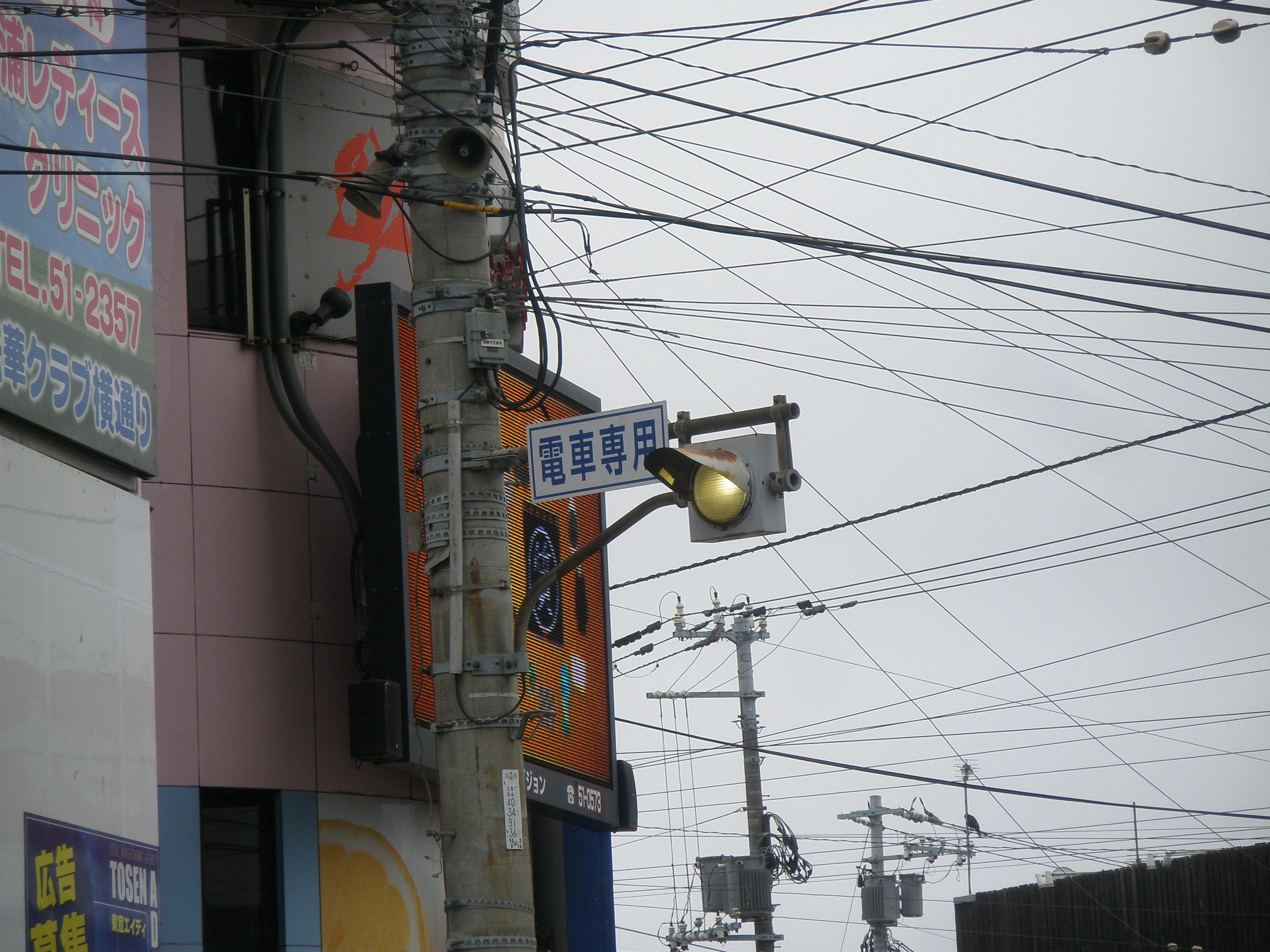
五稜郭公園前停留場付近の交差点手前（往線側）に設置の無地灯器（2017年5月）
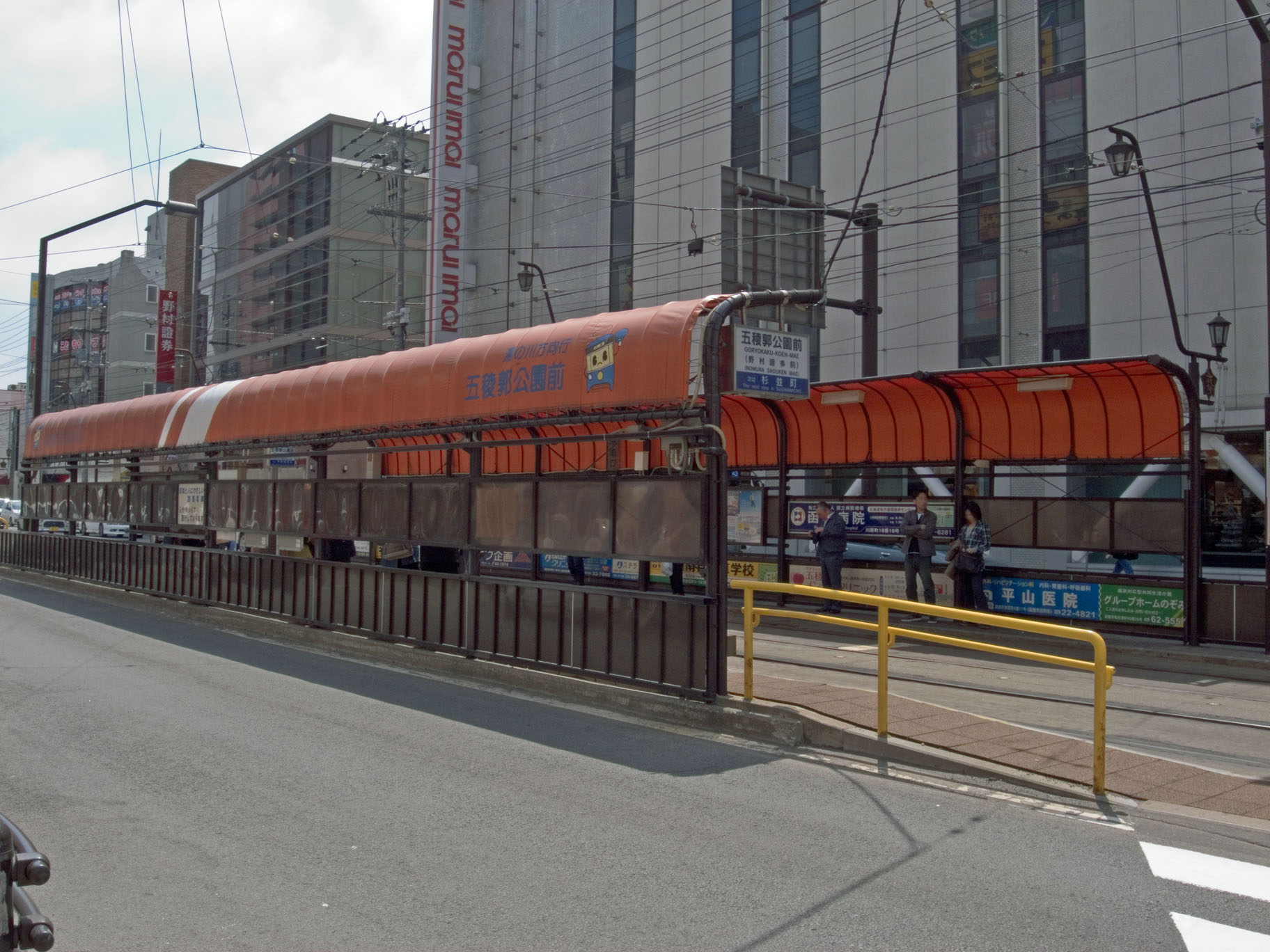
改修前の相対式の停留場（2009年5月）

### 電車接近表示機
五稜郭公園前停留場の復線ホームには電車接近表示機が設置されている。
改築前の復線ホームには点滅式表示灯とスピーカーの電車接近表示機が設置されていたが、その後の改築でLED表示板を使用した電車接近表示機に交換された。
電車接近表示機からは次のパターンで案内される。
1. 電車が中央病院前を発車すると、LED表示板に「いつも電車をご利用頂きありがとうございます。電車は一つ前の電停を出ました。まもなく参ります。どうぞご利用下さい。」の表示が流れ、スピーカーから「はこだて賛歌[5]」のイントロをアレンジしたメロディーが流れてから、LED表示板と同じ文言のアナウンスが3回流れる。
2. 電車がホームに近付いた際、ホーム手前の架線に取り付けられたトロリーコンタクターをパンタグラフが通過して作動すると、LED表示が「五稜郭公園前」に切り替わり、降車した乗客に停留場名を知らせる。
3. 2.から一定時間経過後、LED表示が「こちら側が湯の川方面のりばです。」→市電一日乗車券の案内→「乗車の際に整理券を取り、料金は降りる際お支払い下さい。」→「五稜郭公園前（前述「2.」の表示と同じ）」の順でくり返し流れる。

なお、どの段階でも電車が前停留場を出ると1.のパターンが再度始まる。

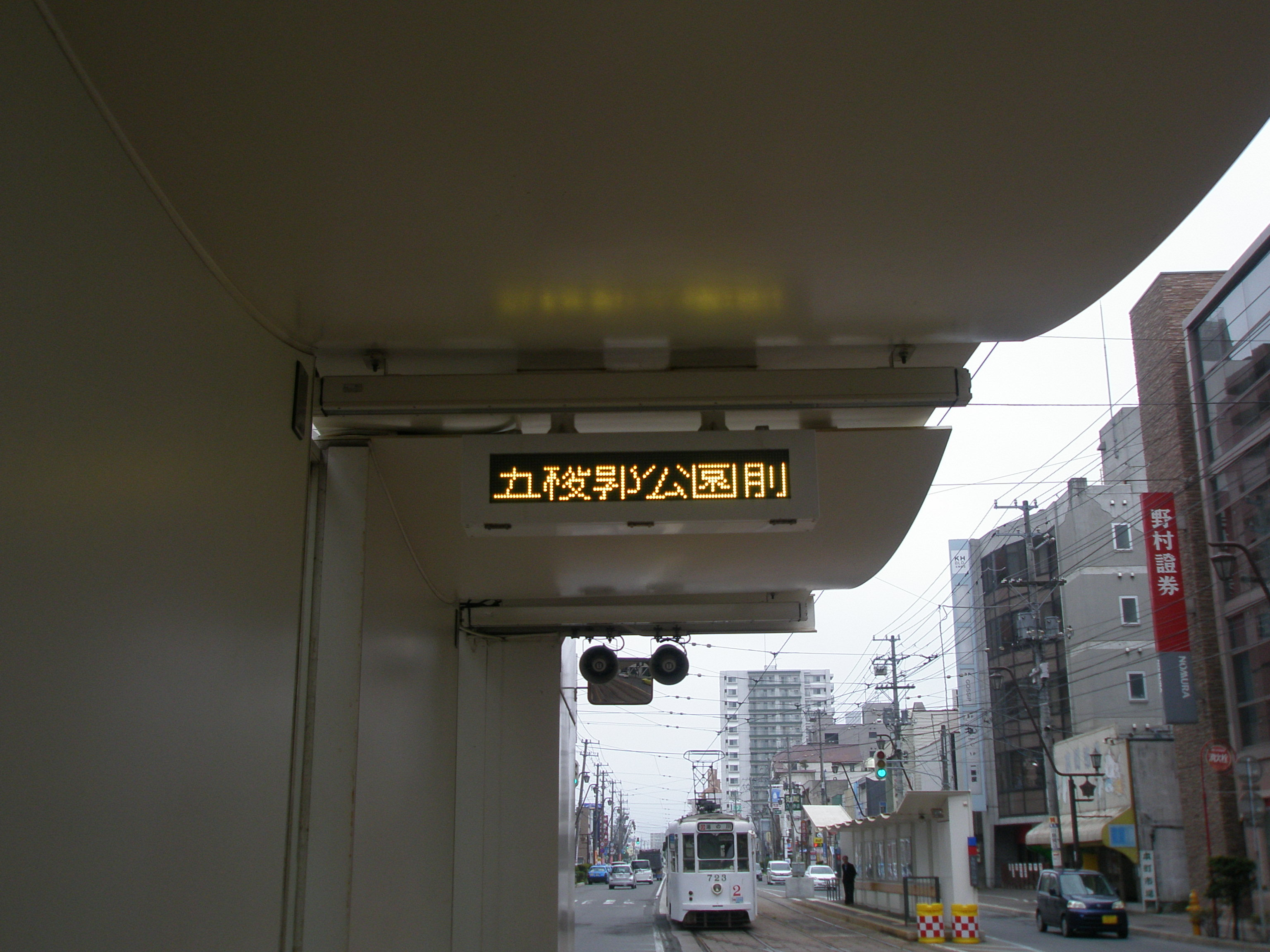
五稜郭公園前停留場・復線側ホームに設置の電車接近表示機（2017年5月）
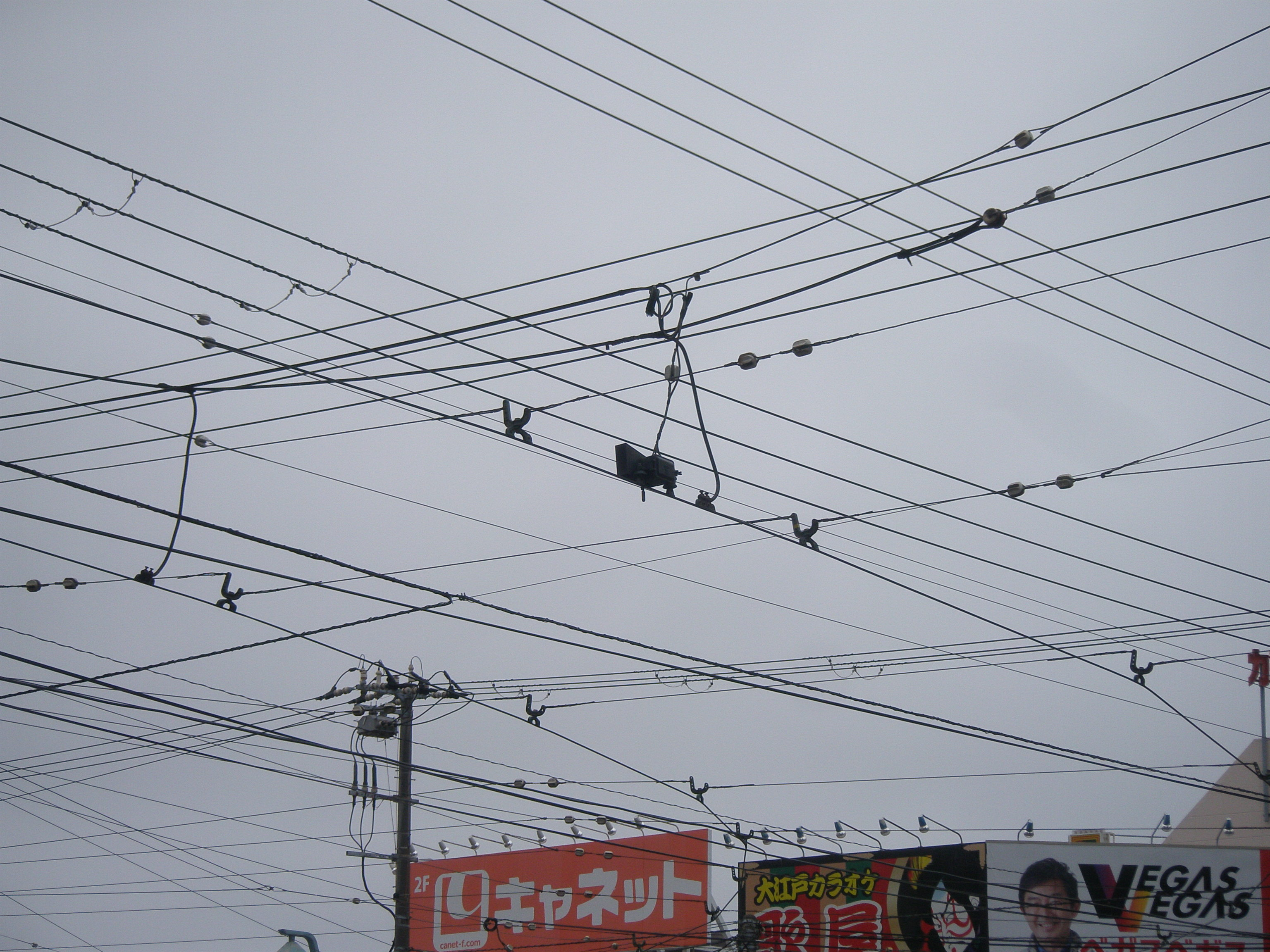
五稜郭公園前停留場・復線側停留場手前の信号や電車接近表示機の操作用のトロリーコンタクター（2017年5月）

### デジタルサイネージ
五稜郭公園前停留場の往線ホームには、2019年（令和元年）8月30日に函館五稜郭ロータリークラブより寄贈されたデジタルサイネージの41インチサイズ液晶ディスプレイが設置されている。
デジタルサイネージではリアルタイムで流れる運行情報の他に、市電を使った観光地への行き方や乗車マナー、その他函館市の情報などを流すことが出来る。

## 周辺
- 北海道道83号函館南茅部線
- 北海道道571号五稜郭公園線
- 五稜郭公園（徒歩約15分） - 五稜郭は国指定特別史跡
- 五稜郭タワー - 搭乗券売場が市電・バス乗車券の委託販売店を兼ねている[8]
- 函館相生教会
- 函館中央警察署
- 函館中央警察署本町交番
- 函館本町郵便局
- 北洋銀行五稜郭公園支店
- 北海道銀行函館支店
- 青森みちのく銀行梁川町支店
- 北陸銀行五稜郭支店
- 渡島信用金庫五稜郭支店
- 野村證券函館支店
- 社会福祉法人函館厚生院 函館五稜郭病院
- 北海道立函館美術館
- 函館市芸術ホール
- 函館市北洋資料館
- 函館市中央図書館
- シネマアイリス
- 丸井今井函館店 - 5階の商品券売場が市電・バス乗車券の委託販売店を兼ねている[8]
- シエスタハコダテ[9]
- セブン-イレブン函館本町店 - 市電・バス乗車券の委託販売店を兼ねている[8]
- ホテル法華クラブ函館 - 市電・バス乗車券の委託販売店を兼ねている[8]
- スマイルホテルプレミアム函館五稜郭 - 市電・バス乗車券の委託販売店を兼ねている[8]
- 北海道新聞社函館支社
- バス停留所
  - 函館バス「五稜郭」：市電 - 函館バス間の乗継指定停留所となっている[10][11]
  - 函館バス、北海道中央バス、北都交通 高速はこだて号「五稜郭（本町）」[12]
  - 北海道バス 函館特急ニュースター号「五稜郭公園前」[13]
  - 函館タクシー（函館帝産バス）「五稜郭法華クラブ前」[14]

また、隣の中央病院前停留場から本停留場にかけての一帯は、大門と並ぶ函館市の歓楽街「五稜郭地区」ともなっており、歓楽街の飲食店による「五稜郭バル」などのイベントも定期的に開催されている。

## 隣の停留場
函館市企業局交通部
湯の川線
杉並町停留場 (DY08) - 五稜郭公園前停留場 (DY09) - 中央病院前停留場 (DY10)

### 廃止路線
函館市交通局
宮前線
梁川町停留場 - 五稜郭公園前停留場